# Begnins
Begnins es una comuna suiza del cantón de Vaud, situada en el distrito de Nyon. Tiene una población, a fines de 2020, de 1925 habitantes.
Limita al norte con las comunas de Le Vaud y Burtigny, al este con Luins, al sur con Gland, al suroeste con Vich, y al oeste con Bassins.
La comuna formó parte hasta el 31 de diciembre de 2007 del círculo de Begnins.